# Jacopo II da Carrara
Pour les articles homonymes, voir da Carrara.
Pour les autres membres de la famille, voir Maison da Carrara.
Jacopo II de Carrara, (Padoue ... - 1350)  membre de la famille Carraresi fut capitaine du peuple de Padoue à partir de 1345, gouverna avec assez de sagesse, mais périt bientôt lui-même assassiné par un bâtard d'un de ses oncles (1350). 
Il est enterré du côté droit de la nef de l'Église des érémitiques de Padoue, une épitaphe de Pétrarque orne son tombeau.

## Sources
- Marie-Nicolas Bouillet  et Alexis Chassang (dir.), « Jacopo II da Carrara » dans Dictionnaire universel d’histoire et de géographie, 1878 (lire sur Wikisource)